# Theodor Georg Schlanbusch
Theodor Georg Schlanbusch (født 29. juli 1756 i Norge, død 13. august 1829) var en dansk-norsk amtmand.
Theodor Georg Schlanbusch var søn af jagtjunker Frederik Leegaard Schlanbusch på Ejdsvold og Margrethe, født Sehested, studerede fra 1774 på Sorø Akademi, siden ved Københavns Universitet og blev 1779 juridisk kandidat. Samme år blev han ansat som kammerjunker hos kronprins Frederik. Som sådan hørte han til prinsens intimeste omgang, og denne mærkede, at han kunne stole på Schlanbusch. Det var derfor ret naturligt, at prinsen, da han 1781 besluttede at hidføre en forandring i de bestående regeringsforhold og derved tiltvinge sig den indflydelse, der svarede til hans stilling som tronfølger, betroede sig til Schlanbusch, som foranlediget af Niels Ditlev Riegels havde nævnt muligheden af en regeringsomvæltning.
Med besindig klogskab satte denne sig i forbindelse med Andreas Peter Bernstorff, hvem han på kronprinsens vegne og forsynet med dennes skriftlige fuldmagt 1782 forhandlede med i Mecklenburg, efter at han havde erholdt orlov til en baderejse til Pyrmont. Ved sin hjemkomst kunde han bringe sin herre efterretninger om den indledede forbindelse, der siden fortsattes og udvidedes, indtil sagen var således modnet, at kronprinsen ved sin konfirmation 1784 selv kunne overtage regeringen. For ikke at vække mistanke havde Schlanbusch forinden ladet sig fjerne fra hoffet, så han var ikke selv tilstede ved regeringsforandringens iværksættelse.
Således fortæller han selv; men adskilligt tyder på, at hans uregelmæssige liv også var medvirkende til hans afsked, som dog meddeltes ham på den måde, at han (februar 1783) udnævntes til assessor i den norske overhofret. Dette embede tiltrådte han imidlertid ikke, et par måneder efter rejste han til Frankrig, og kronprinsen fandt det fornødent at meddele Bernstorff, at Schlanbusch ikke længere havde fuldmagt til at forhandle med ham. Hvad der nu end kan have været at sige på ham, så glemte kronprinsen ikke hans gode Tjeneste; kort efter katastrofen 1784 udnævntes Schlanbusch til overordentlig gesandt ved det sicilianske hof og Kammerherre. 1789 blev han amtmand i Rensborg, hvor han døde 13. august 1829.
Det hvide bånd havde han fået 1803, gehejmekonferensråds titel 1813, og 1826 forhøjede kongen yderligere hans rang. Fra sit ungdomsophold på Sorø havde Schlanbusch bevaret nogen litterær sans, og ved sin død efterlod han sig et rigt bibliothek, omfattende historie, geografi, nationaløkonomi, filologi, teologi med flere videnskaber.
Gift med Margrethe, født Sehested (født i Kristiania 13. juli 1758, død i Glückstadt 20. august 1838), datter af Schlanbuschs morbroder generalmajor Frands Vilhelm Schlanbusch og Anne Barbara, født Løvenskiold.